# 행적
행적(行寂, 833년 1월 24일(음력 832년 12월 30일)~916년 3월 18일(음력 2월 12일))은 남북국 시대 신라의 승려이다. 하동최씨(河東崔氏)로 패상(佩常)의 아들이다. 시호는 낭공대사(朗空大師)이며 탑호는 백월서운(白月栖雲)이다. 선종구산 중 사굴산문을 이었다.

## 생애
어려서부터 모래로 탑을 만들고 놀았으며 출가에 뜻을 두었다. 부모가 출가를 허락하자 삭발하고 가야산 해인사에서 화엄의 묘의(妙義)를 배웠다.
847년(문성왕 9)에 복천사(福泉寺)에서 구족계를 받은 뒤 굴산사(掘山寺)의 통효대사(通曉大師)를 찾아가 수년 동안 수행하였으나, 오도(悟道)의 경지에 이르지 못하였다.
870년(경문왕 10) 조공사 김취영(金聚榮)을 따라 당나라로 가서 보당사(寶堂寺) 공작왕원(孔雀王院)에 머물렀다. 얼마 뒤 당나라 의종의 생일에 칙명으로 입궐하여, ‘불적을 순례하고 법을 깨달은 뒤 귀국’하고자 하는 입당(入唐)의 포부와 목적을 밝혀 의종의 두터운 신임을 얻었다. 그 뒤 오대산 화엄사로 가서 문수보살전에 예배할 때 홀연히 신인(神人)을 만나 남방으로 갈 것을 권유받았다. 875년(헌강왕 1) 성도(成都)의 정중정사(靜衆精舍)에 가서 신라승 무상대사(無相大師)의 영당(影堂)에 예배하였고, 다시 청원(靑原) 문하의 석상(石霜)으로부터 심인(心印)을 전하여 받았다. 신라인으로서 청원의 법을 이은 것은 그가 처음이었다. 그 뒤 중국의 선지식(善知識)을 두루 만나고 조계(曹溪)에 들러 육조탑(六祖塔)에 예배하였다.
885년에 귀국하여 다시 통효대사를 모시며 그의 법을 이어받았다.
897년 효공왕이 그를 경주로 불러 국사의 예로써 대우하였다. 또, 신덕왕도 국사로 삼고 915년(신덕왕 4) 남산의 실제사(實際寺)를 선찰(禪刹)로 바꾸어서 머무르게 하고 가르침을 받았다. 얼마 뒤 사양하고 은거하려고 하였으나 여제자인 명요부인(明瑤夫人)이 석남산사(石南山寺)로 청하여 그곳에 머무르다가 입적하였다.

## 사후
제자로 신종(信宗)·주해(周解)·임엄(林儼) 등 500여 명이 있다. 954년(고려 광종 5), 봉화군 태자사(太子寺)에 김생(金生)의 집자(集字)로 된 비가 세워졌다. 시호는 낭공대사(朗空大師)이며 탑호는 백월서운(白月栖雲)이다.